# زولت سيكيريس
زولت سيكيريس (بالمجرية: Szekeres Zsolt)‏ هو لاعب كرة قدم مجري في مركز الدفاع، ولد في 12 يوليو 1975 في المجر. لعب مع ستريمور ونادي مول فيهيرفار.

## وصلات خارجية
- زولت سيكيريس على موقع Soccerway.com (الإنجليزية)